# Elaeocarpus punctatus
Elaeocarpus punctatus är en tvåhjärtbladig växtart som beskrevs av Nathaniel Wallich. Elaeocarpus punctatus ingår i släktet Elaeocarpus och familjen Elaeocarpaceae. Inga underarter finns listade i Catalogue of Life.